# Psammoecus reitteri
Psammoecus reitteri es una especie de coleóptero de la familia Silvanidae.

## Distribución geográfica
Habita en Célebes (Indonesia).